# Szear-Jaszub
Szear-Jaszub – pierwszy syn proroka Izajasza. Jest wspomniany w 7 rozdziale Księgi Izajasza.
Miał od 2 do 4 lat, kiedy ojciec Izajasz wziął go ze sobą na spotkanie z królem Achazem w 734/733 r. p.n.e. przy kanale Wyższej Sadzawki, znajdującej się prawdopodobnie przy źródle Gichon w dolinie potoku Cedron, na drodze Pola Folusznika.
Jego imię tłumaczy się jako Reszta-Powróci, Reszta-wróci, Reszta nawróci się. Poprzez nadanie tego imienia Izajasz proklamował naukę o Reszcie, w której chciał wyrazić, że zapowiadana kara nie zniszczy całego narodu, ale część jego ocaleje.